# Rýžový pudink
Rýžový pudink je pokrm připravovaný z rýže smíchané s mlékem nebo vodou a dochucený sladkými ingrediencemi, jako jsou skořice, vanilka a sušené nebo kandované ovoce. Různé podoby tohoto jídla se připravují ve světě jako dezerty, nebo hlavní chody. Rýžový pudink se objevuje ve vařené i pečené podobě.

## Svět
Téměř po celém světě se připravují variace rýžového pudinku. Konkrétní recepty se liší zemi od země, nebo i v rámci různých oblastí jednoho státu. Odlišnost spočívá hlavně ve způsobu přípravy, dezert může být vařený, nebo pečený, a v konkrétních ingrediencích, například zda se přidává vejce, a dochucovadlech. Obvykle se rýžový pudink připravuje z:
- rýže (nejčastěji krátkozrnné bílé, ale někdy hnědé, nebo černé)
- mléko (typicky kravské, někdy kokosové)
- koření (skořice, kardamom, muškátový oříšek, zázvor, atd.)
- ochucovadla (vanilka, citron, pomeranč, ořechy)
- sladidla (cukr, med, datle, syrup)

### Střední a Blízký východ
- Arábie: Muhalabiyyah s mlékem, rýžovou moukou a růžovou vodou.
- Libanon: Moghli s kmínem, anýzem a skořicí.
- Turecko: pečený Fırın sütlaç s vajíčky a skořicí.
- Levanta: Riz bi haleeb s růžovou vodou a mastix.
- Írán: sváteční Sholezard s šafránem a růžovou vodou, který se připravuje během Muharram a Ramadánu.
- Írán: Shir Berenj s kardamomem.
- Irák: Zarda wa haleeb s datlovým sirupem.

### Východní Asie
- Čína: Ba bao fan z lepkavé rýže, pasty z červených fazolí, sádla, cukrového sirupu a osmi druhů ovoce nebo ořechů se tradičně jí na čínský Nový rok.
- Hong Kong: Put chai ko z dlouhozrnné rýže, hnědého cukru a kukuřičného škrobu.

### Jihovýchodní Asie
V jihovýchodní Asii lze nalézt mnoho jídel, která rýžový pudink připomínají. Místní je ale označují za sladkou rýžovou kaši. Obvykle se sem rozšířila z Číny.
- Thajsko: rýžová kaše s banány
- Indonésie: Bubur ketan hitam z černé lepkavé rýže
- Filipíny: vánoční Maja blanca želatinové konzistence z kokosového mléka.[2]
- Filipíny: Champorado s čokoládou.[3]

### Jižní Asie
- Indie: Dudhapak ze smetany a rýže basmati s ořechy a šafránem
- Jižní Indie: Payasam s ořechy a slazená jaggery.
- Srí Lanka: Kiribath z kokosového mléka
- Bangladéš a Írán: za studena podávaná Firni z hnědé rýže s kardamonem a pistáciemi.
- Bengálsko: Paayesh z rýže parleboiled s kardamonem, pistáciemi a jeggery.

### Evropa

#### Severské země
V severských zemích je rýžová kaše častou snídaní. Podává se teplá, posypaná skořicí a s kouskem másla.
- Dánsko: risalamande s mandlemi, vanilkou a třešňovou omáčkou.
- Švédsko: risengrød s kandovanými pomeranči.
- Norsko: risgrynspuding s vejci místo smetany.
- Finsko: riisipuuro se skořicí a švestkovou omáčkou.

Ve Skandinávii je rýžový pudink součástí vánoční tradice. Často se do mísy pudinku vmíchá jedna celá mandle, kdo ji najde ve své porci, bude mít v následujícím roce štěstí.

#### Britské ostrovy
Ve Spojeném království a Irsku je rýžový pudink tradičním dezertem z krátkozrnné rýže s vysokým obsahem škrobu a označuje se jako pudinková rýže. Je oblíbené dochucovat rýžový pudink džemem.
Na severu Anglie se objevují alternativy, které rýži hodinu před vařením namáčí do mléka a přidávají máslo a špetku soli, aby výsledný pokrm ztuhl a dal se krájet.
Hotový pokrm se běžně prodává konzervovaný v supermarketech. Oblíbenou značkou je Ambrosia.
Pudinková rýže slouží jako základ pro přípravu pečeného rýžového nákypu. Pudink se smíchá s smetanou, cukrem, vanilkou a dá péct. Často se před pečením posype muškátovým oříškem, aby vznikla křupavá krusta. Nejstarší recepty na rýžový nákyp se nazývaly white pot a pocházejí z doby Tudorovců.

#### Další evropské země
- Česko a Slovensko: Rýžový nákyp
- Francie: Riz à l'impératrice s bavorským krémem (smetana s želatinou) a ovocem macerovaným v alkoholu.
- Normandie: Teurgoule s karamelizovanou krustou.
- Německo: Milchreis se skořicí, jablečnou omáčkou a třešňovým kompotem.
- Řecko: pečené Ρυζόγαλο (rizogalo) s vanilkou a skořicí.
- Makedonie: Сутлијач nebo Благ ориз (sutlijač nebo blag oriz) s mákem.
- Bulharsko: Мляко с ориз (mliako s oriz) se skořicí.
- Rumunsko: Orez cu lapte se skořicí.
- Chorvatsko: Tejberizs as kakaem, mandlemi a vlašskými ořechy.
- Rusko: Рисовая каша (Risovaja kaša) s plátkem másla.
- Ukrajina: Молочна рисова каша (Moločna risova kaša) se sušeným ovocem a ořechy.
- Itálie: Budino di riso s vajíčky, rozinkami a pomerančovou kůrou.
- Španělsko: Arroz con leche se skořicí a citronovou kůrou.
- Portugalsko: Arroz doce s vaječnými žloutky, muškátovým oříškem a skořicí.

### Severní Amerika
V Kanadě a Spojených státech pochází většina receptů od evropských přistěhovalců. Pudink se obvykle předvaří a poté se dopéká. Časté je dochucení muškátovým oříškem, rozinkami a skořicí. Ve Vermontu se sladí javorovým sirupem.

### Latinská Amerika
- Portoriko: Arroz con dulce s kokosovým mlékem, zázvorem, rozinkami a rumem.
- Dominikánská republika: Arroz con leche se skořicí, rozinkami a citronovou kůrou.
- Bolívie, Chile, Venezuela: Arroz con leche s karamelem.
- Costa Rica, Salvador, Nikaragua: Arroz con leche s anýzovými semínky a rozinkami.
- Argentina: Arroz con leche se slazeným mlékem a skořicí, nebo kakaem a čokoládou.
- Mexiko: Arroz con leche se skořicí, vanilkou, žloutkem a rozinkami macerovanými v tequile.
- Guatemala: Arroz con leche se skořicí a vanilkou,
- Kolumbie: Arroz con leche s kávou a rozinkami macerovanými v rumu.
- Peru: Arroz con leche s pomerančovou kůrou, rozinkami, kokosem a para ořechy.
- Venezuela: Arroz con leche s kokosem.
- Trinidad: Sweet rice z kokosového mléka s vanilkou, muškátovým oříškem a pálenkou Angostula Bitters.
- Haiti: Du riz au lait z kondenzovaného mléka se skořicí a vanilkou.
- Jamajka: Rice pudding s rozinkami v rumu, novým kořením, kokosem a sušeným ananasem.

## Rýžový pudink v kultuře
Buddhistické texty uvádějí, že velká mísa rýžového pudinku byla posledním jídlem Gautamy Buddhy před osvícením.
Rýžový nákyp je často zmiňován v literatuře viktoriánské a edwardovské éry coby levné jídlo, které se servíruje až příliš často. Ve svých dílech ho zmiňují Alan Alexander Milne, Edward Bulwer-Lytton, Henry James, Charles Dickens, o něco dříve Jane Austenová v Emmě.